# Dax Shepard
Pour les articles homonymes, voir Shepard et Dax (homonymie).
Dax Randall Shepard né le 2 janvier 1975 à Milford, dans le Michigan est un acteur, humoriste, producteur, scénariste et réalisateur américain. 
Il est surtout connu pour avoir joué dans les films Jusqu'au cou (2004), Employés modèles (2006), Bienvenue en prison (2006), Hit and Run (2012) et Le Juge (2014). 
Il est également connu pour avoir joué dans les séries télévisées Parenthood (2010-2015), The Ranch (2018-2020) et Bless This Mess (en) (2019-).
Depuis 2018, il anime le podcast Armchair Expert (en) interviewant des célébrités ainsi que des experts des sciences et de la santé sur « le désordre d'être humain ».

## Biographie
Né à Milford, dans la banlieue de Détroit (Michigan), Dax est le fils de Laura LaBo, qui travaille pour General Motors, et de Dave Robert Shepard Sr., un vendeur de voitures,, décédé le 30 décembre 2012 à l'âge de 62 ans. Ses parents divorcent lorsqu'il a trois ans.
Jusqu'à ce qu'il intègre le lycée, sa mère a plusieurs emplois et ils déménagent souvent. Entre ses 14 et 18 ans, Dax travaille pour sa mère. Laura LaBo s'est mariée quatre fois.
Dax déclare que sa mère l'a prénommé ainsi en hommage au personnage Diogenes Alejandro Xenos, du roman Les Derniers Aventuriers de Harold Robbins. Il a un frère aîné, David Shepard, qui vit dans l'Oregon, et une demi-sœur cadette, Carly Hatter,.
Dax passe une partie de son enfance à Milford, mais a également vécu dans plusieurs banlieues de Détroit, déclarant avoir principalement grandi à Walled Lake. Il ressort diplômé du lycée Walled Lake Central High School en 1993, et a par la suite intégré la troupe "The Groundlings" de Los Angeles. Après avoir étudié à la Santa Monica College et à la West Los Angeles College, Dax a étudié à l'université de Californie à Los Angeles, où il obtient son diplôme avec une mention honorifique en anthropologie.
Enfant, Dax n'est pas intéressé par la comédie. Cependant, il est le clown de la classe, aimant faire rire et désirant faire du stand-up. Bien que ses amis l'encouragent à faire du stand-up à Détroit, eux-mêmes en faisant, Dax ne pouvait pas le faire à cause du trac. Il quitte sa ville natale pour Los Angeles, cette « responsabilité l'obligerait à surmonter sa peur et à faire du stand-up ».

## Carrière

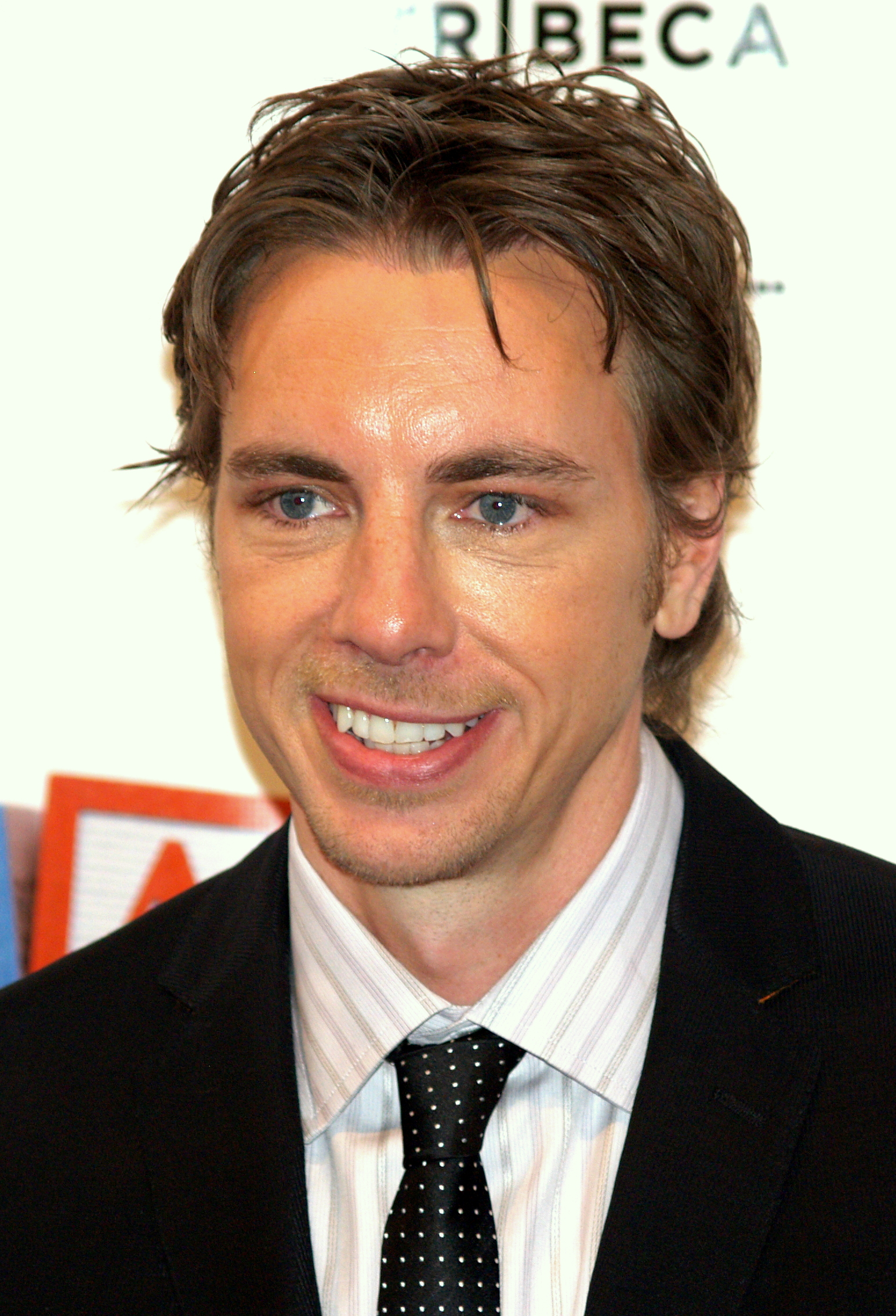
Dax Shepard lors du festival du film de Tribeca en avril 2008.

Après avoir vécu à Santa Barbara pendant un an, Dax a emménagé à Los Angeles en 1996, à l'âge de 21 ans. Grâce à un ami, Kareem Elseify - rencontré à Santa Barbara, Dax a entendu parler de la troupe "The Groundlings" ; il a donc auditionné pour la première fois, il a pris des cours de comédie, tout en continuant de poursuivre ses études à l'université de Californie à Los Angeles. Au bout de cinq ans de cours, il a intégré la compagnie "Sunday Company of The Groundlings", avec Melissa McCarthy, Tate Taylor, Nat Faxon et Octavia Spencer.
En 2003, Dax se fait connaître grâce à la caméra cachée, Punk'd : Stars piégées avec Ashton Kutcher. Avant de travailler sur cette série humoristique, il a auditionné pendant dix ans, sans succès.
En 2004, il joue dans la comédie Jusqu'au cou, aux côtés de Seth Green et Matthew Lillard. Le film reçoit des critiques négatives, mais connaît un grand succès commercial, avec une recette de 69 631 118 dollars. En 2006, il joue dans la comédie Employés modèles, avec Jessica Simpson et Dane Cook, ainsi que dans la comédie satirique Idiocracy.
Durant cette période, Dax commence à jouer dans de nombreux films, notamment dans la comédie Bienvenue en prison (2006) qui est son premier grand rôle. En 2008, il joue le rôle principal dans la comédie Baby Mama, avec Amy Poehler et Tina Fey. Dax écrit le film Get 'Em Wet, pour Paramount Pictures, dans lequel il joue avec Will Arnett. En 2010, il écrit, réalise et joue dans le faux documentaire, Brother's Justice : le film remporte d'ailleurs un prix lors du Festival du film  d'Austin. Il joue également un petit rôle dans la comédie romantique C'était à Rome, en janvier 2010, où son épouse Kristen Bell tient le rôle principal.
Entre 2010 et 2015, il joue le rôle de Crosby Braverman dans la série télévisée dramatique/humoristique Parenthood, aux côtés de Peter Krause, Lauren Graham, Sam Jaeger, Mae Whitman et Miles Heizer, diffusée sur la chaîne NBC,,.
En 2011, il écrit, produit, coréalise et joue dans le film à petit budget, Hit and Run, aux côtés de son épouse Kristen Bell et de son ami proche Bradley Cooper, qui sort en salles en août 2012,. En 2014, il joue un second rôle dans le drame Le Juge. 
En février 2014, il est annoncé que Dax écrira, réalisera et jouera dans CHiPs, une comédie policière américaine. Ce film est l'adaptation cinématographique de la série télévisée du même nom, créée par Rick Rosner, diffusée entre le 15 septembre 1977 au 18 septembre 1983. Il est aux côtés de sa femme Kristen Bell et de leur ami Ryan Hansen, ainsi que les acteurs Michael Peña, Adam Brody,.
En 2018, il lance Armchair Expert (en), un podcast où il s'assoit avec certaines des personnalités les plus emblématiques comme Alicia Keys, Jimmy Kimmel, Ellen DeGeneres, Ashton Kutcher, Mila Kunis, Josh Duhamel, Sophia Bush, Josh Hutcherson, Emilia Clarke, Adam DeVine,.
Entre 2018 et 2020, il joue dans la sitcom américaine de Netflix lors de la deuxième partie de la saison 3 dans The Ranch, après le départ de Danny Masterson. Il tient le rôle de Luke Matthews aux côtés d'Ashton Kutcher et Sam Elliott.
En 2019, il joue le rôle de Mike Levine-Young dans la sitcom Bless This Mess (en) aux côtés de Lake Bell, diffusée sur la chaîne ABC.

## Vie privée

### Vie familiale

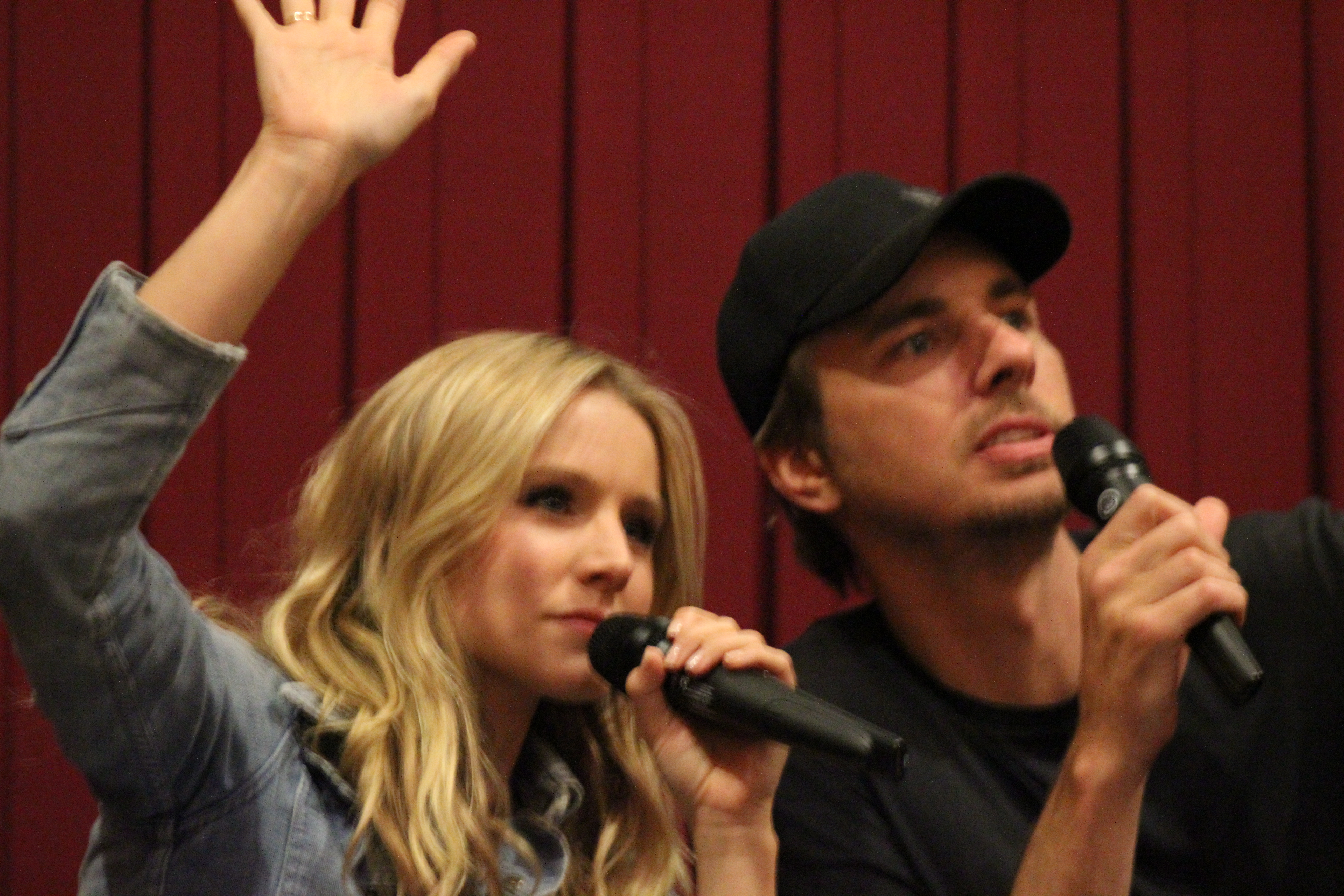
Dax Shepard et son épouse Kristen Bell lors d'une conférence de presse en juin 2012.

Dax a fréquenté l'actrice Kate Hudson durant l'été 2007,,.

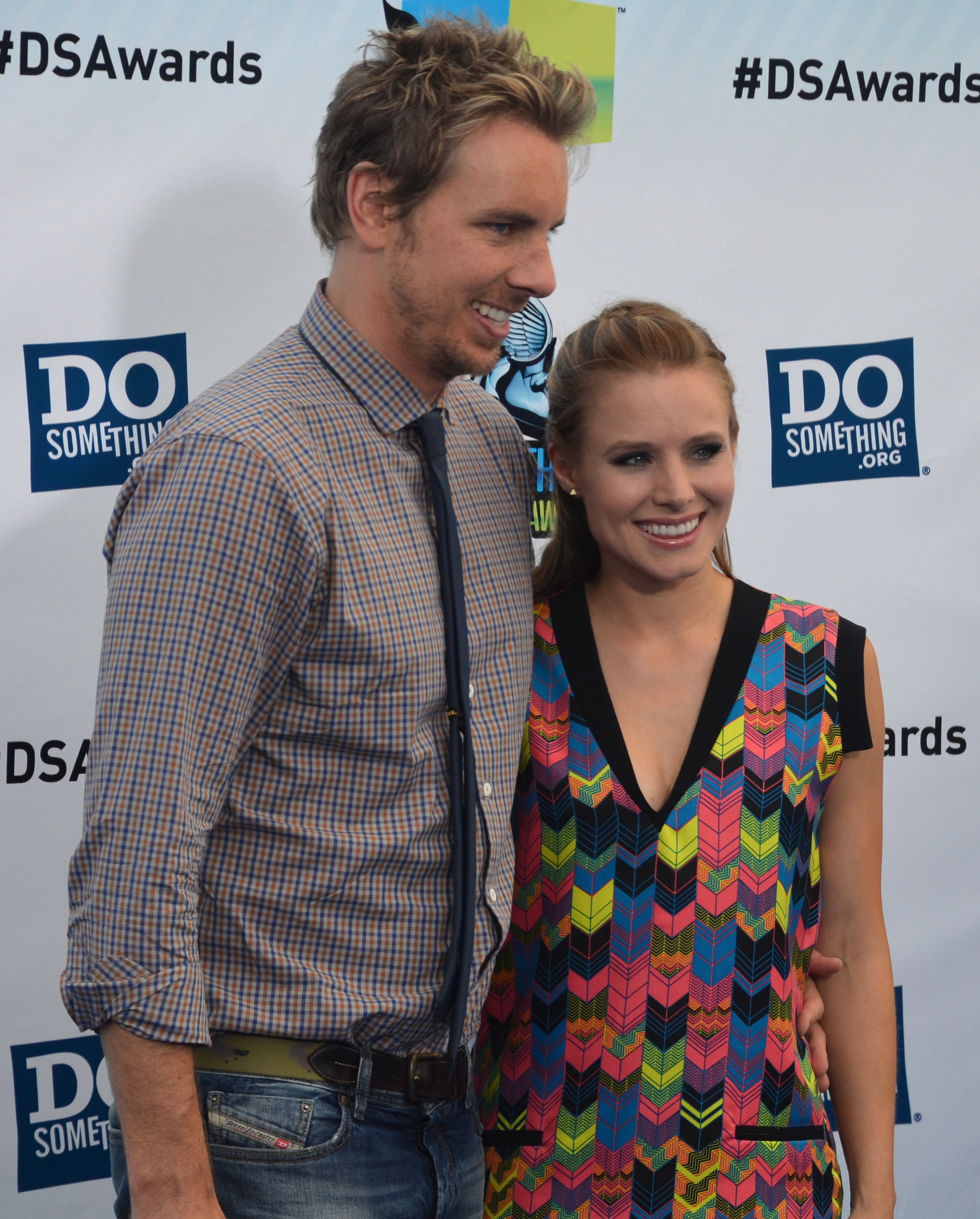
Dax Shepard et son épouse Kristen Bell en 2012.

Depuis septembre 2007, Dax est le compagnon de l'actrice Kristen Bell. Ils annoncent leurs fiançailles en janvier 2010. Cependant, ils ont décidé de ne pas se marier, tant que le mariage pour tous n'est pas légalisé en Californie. Après que le Defense of Marriage Act a légalisé le mariage homosexuel en Californie le 26 juin 2013, Kristen demande son fiancé en mariage sur Twitter, et il accepte sa demande. Le couple se marie le 17 octobre 2013, lors d'une cérémonie privée, à Beverly Hills. Ensemble, ils ont deux filles : Lincoln Bell Shepard (née le 28 mars 2013) et Delta Bell Shepard (née le 19 décembre 2014).
En 2015, il subit une vasectomie pour ne pas avoir un troisième enfant.

### Abus de drogues
Dax a déclaré qu'il a commencé à faire la fête à l'âge de dix-huit ans. En 1992, durant sa dernière année au lycée, il commence à se droguer ; il se fait même arrêter par la police. Lors d'une interview, il revient sur cette période : « J'aimais me défoncer, tout simplement ; l'alcool, la cocaïne, l'opiacé, le cannabis, les pilules de régime, les antidouleurs, etc. Mes passions étaient surtout Jack Daniel's et la cocaïne. Les gens me connaissaient, car je sortais le jeudi soir, afin de boire des bières, qui me permettaient de rester éveillé jusqu'au samedi soir. ». 
Après avoir longtemps lutté contre son problème de drogues, Dax est sobre depuis septembre 2004. Il déclare également que son père était un « grand toxicomane », jusqu'à ce qu'il décide de suivre un traitement, lorsque Dax avait quatorze ans, et qu'il n'a jamais rechuté ; lorsqu'il est mort, en décembre 2012, il était sobre depuis plus de trente ans. À la suite du décès de son père, Dax révèle dans une interview que son père a longtemps fait partie des alcooliques anonymes. Il déclare également que, depuis le divorce de ses parents, il passait tous ses week-ends avec son père, et qu'il aimait passer du temps avec lui.

## Filmographie

### Acteur

#### Cinéma
- 1998 : Hairshirt : Un jeune homme à une fête
- 2003 : Treize à la douzaine : un cadreur
- 2004 : Jusqu'au cou : Tom Marshall
- 2005 : Sledge : The Untold Story : un coordinateur
- 2005 : Zathura : Une aventure spatiale : Walter, l'astronaute
- 2006 : Employés modèles : Vince Downey
- 2006 : Idiocracy : Frito Pendejo
- 2006 : Bienvenue en prison : John Lyshitski
- 2007 : The Comebacks : Sheriff
- 2007 : Smother : Noah Cooper
- 2008 : Baby Mama : Carl
- 2008 : Confessions of an Action Star : Bucky
- 2009 : Les deux font la père : Gary (non crédité)
- 2010 : C'était à Rome : Gale
- 2010 : The Freebie : Darren
- 2010 : Brother's Justice de lui-même et David Palmer : lui-même
- 2012 : Hit and Run de lui-même et David Palmer : Charlie Bronson / Yul Perrkins
- 2014 : Veronica Mars, le film : un jeune homme lors d'une soirée
- 2014 : C'est ici que l'on se quitte (This Is Where I Leave You) de Shawn Levy : Wade Boulanger
- 2014 : Le Juge : C.P. Kennedy
- 2016 : The Boss de Ben Falcone : Kyle
- 2017 : CHiPs de lui-même : Jon Baker
- 2017 : Un Noël à El Camino de David E. Talbert : Adjoint Billy Calhoun
- 2019 : Buddy Games de Josh Duhamel : Durfy

#### Télévision
- 2003 : Punk'd : Stars piégées : Lui-même
- 2004 : Life with Bonnie : Kyle Levine (1 épisode) / Dr. Iskarr (1 épisode)
- 2004-2006 : Les Rois du Texas : Zack (voix, 2 épisodes) / Asa (voix, 1 épisode)
- 2005 : Earl : Dirk (1 épisode)
- 2005 : Robot Chicken : Plusieurs voix (2 épisodes)
- 2007 : The Naked Trucker and T-Bones Show : Joe Sands (1 épisode)
- 2007 : Halfway Home : Ben (1 épisode)
- 2009 : The Goode Family : Steve (voix, 1 épisode)
- 2010-2015 : Parenthood : Crosby Braverman (103 épisodes)
- 2011 : Good Vibes : Jag Knullerbrod (voix, 1 épisode) / Smilin' Mike (voix, 1 épisode)
- 2012 : Punk'd : Stars piégées : Lui-même (1 épisode)
- 2013 : Hollywood Game Night: Lui-même (1 épisode)
- 2014 : Philadelphia : Jojo (1 épisode)
- 2014 : About a Boy : Crosby Braverman (1 épisode)
- 2016 : Terrific Trucks
- 2018 : The Good Place : Chet (saison 2, épisode 10 épisode)
- 2018-2020 : The Ranch : Luke Matthews (25 épisodes)
- depuis 2019 : Bless This Mess (en) : Mike (26 épisodes)

### Réalisateur
- 2010 : Reunited (court métrage)
- 2010 : Brother's Justice (coréalisé avec David Palmer)
- 2012 : Hit and Run (coréalisé avec David Palmer)
- 2013 : Parenthood (série TV) - saison 4, épisode 12
- 2014 : About a Boy (série TV) - saison 2, épisode 8
- 2017 : CHiPs

### Scénariste
- 2010 : Brother's Justice de lui-même
- 2012 : Hit and Run de lui-même et David Palmer
- 2017 : CHiPs de lui-même

### Producteur
- 2017 : CHiPs
- 2019 : Bless This Mess (en)

## Voix françaises
Axel Kiener est le comédien ayant le plus doublé Dax Shepard.
- Axel Kiener dans :
  - Hit and Run
  - This Is Where I Leave You
  - Le Juge

- Alexis Victor dans :
  - Les deux font la père
  - The Ranch (série télévisée)

Et aussi
- Lionel Tua dans Zathura : Une aventure spatiale
- Éric Missoffe dans Earl (série télévisée)
- Philippe Allard dans Idiocracy
- Donald Reignoux dans Baby Mama
- Sylvain Agaësse dans Parks and Recreation (série télévisée)
- Emmanuel Garijo dans Parenthood (série télévisée)
- Jérôme Pauwels dans The Good Place (série télévisée)